# Ольховка (Волгоградская область)
Ольхо́вка — село в России, административный центр Ольховского района Волгоградской области, центр Ольховского сельского поселения.

## История
Точная дата основания не установлена. По сведениям местного волостного правления от 1894 года, Ольховка стала активно заселяться в 1750-1760 годах. Предположительно основу составляли беглые, купленные и выменянные на собак крестьяне центральной России, Малороссии, Дона. Население быстро росло. В 1770 году Ольховка стала слободой, близ которой вырос хутор атамана Волжского войска Василия Макаровича Персидского, Ему-то Екатерина Великая в 1781 году высочайше пожаловала «...в вечное и потомственное пользование 12341 десятин и 1400 сажей всяких угодий при реке Иловли», где стояли слободы малороссиян Ольховка и Гусевка. А слобода с тех пор стала называться Персидской Ольховкой.
В 1819 году в слободе Ольховка была построена церковь во имя трех святителей на средства помещиков Михиила, Павла, и Алексея Персидских.
С 1861 года слобода - волостной центр. В 19-м веке Ольховка активно застраивается. В 1881 году в слободе действовало уже 2 школы — земская и церковно-приходская, был 1 мост, 20 колодцев. Через десять лет, в 1891 году, в Ольховке уже есть врач и фельдшер, ветеринарный врач и ветфельдшер. В 1894 году в Ольховке насчитывалось уже 1 889 душ мужского пола, 1 900 женского. В 1896 году население Ольховки составило 4028 душ, занимавших 671 двор, а жилые постройки смежены с усадьбами господ Персидских и Перфиловых. К тому моменту действуют: 2 деревянные колесные мастерские, 5 торговых мануфактур, 15 торговых мелочных лавок, 10 деревянных ветряных мельниц, 2 маслобойки из саманного кирпича и накрытых железом, 4 лавки с кожевенными товарами, почтовая контора на 9 лошадей, 4 постоялых двора, 1 трактир, 3 винные лавки.
C 1928 года - районный центр.

## География и климат
Село расположено в 178 км к северу от Волгограда на берегу реки Ольховка (правый приток Иловли), в 8 км от ж/д станции Зензеватка на линии Саратов — Волгоград.
Среднегодовая норма осадков - 402 мм. Согласно классификации климатов Кёппена тип климата - влажный континентальный с жарким летом (Dfa)
| Показатель                                                              | Янв.  | Фев.  | Март | Апр. | Май  | Июнь | Июль | Авг. | Сен. | Окт. | Нояб. | Дек. | Год  |
| ----------------------------------------------------------------------- | ----- | ----- | ---- | ---- | ---- | ---- | ---- | ---- | ---- | ---- | ----- | ---- | ---- |
| Средний суточный максимум, °C                                           | −5,4  | −4,9  | 0,8  | 13,9 | 22,6 | 27,0 | 29,2 | 27,9 | 20,9 | 11,8 | 2,6   | −2,5 | 12,0 |
| Средняя температура, °C                                                 | −8,9  | −8,7  | −2,9 | 8,7  | 16,5 | 20,9 | 23,1 | 21,8 | 15,3 | 7,5  | −0,3  | −5,4 | 7,3  |
| Средний суточный минимум, °C                                            | −12,3 | −12,4 | −6,5 | 3,6  | 10,4 | 14,9 | 17,1 | 15,7 | 9,7  | 3,2  | −3,2  | −8,2 | 2,7  |
| Норма осадков, мм                                                       | 35    | 25    | 22   | 25   | 33   | 47   | 40   | 36   | 35   | 27   | 39    | 38   | 402  |
| Источник: http://ru.climate-data.org/location/763431/ КЛИМАТ: ОЛЬХОВКА] |       |       |      |      |      |      |      |      |      |      |       |      |      |

## Население
| 1860 | 1882 | 1891 | 1894 | 1897 | 1911 | 1939 |
| ---- | ---- | ---- | ---- | ---- | ---- | ---- |
| 1995 | 2558 | 3061 | 3789 | 4359 | 3839 | 4020 |

| 1860  | 1959  | 1970  | 1979  | 1989  | 2002  | 2010  |
| ----- | ----- | ----- | ----- | ----- | ----- | ----- |
| 1995  | ↗3553 | ↗3712 | ↗4107 | ↗4429 | ↗5302 | ↗5401 |
| 2021  |       |       |       |       |       |       |
| ↗5444 |       |       |       |       |       |       |

## Известные люди
- Малыченко, Вячеслав Васильевич (1922―2006) ― советский российский учёный, плодоовощевод-агролесомелиоратор. Доктор сельскохозяйственных наук (1976), профессор (1991), Заслуженный деятель науки Российской Федерации (1995).  С 1989 года ― профессор кафедры экономики природопользования Волгоградского государственного университета[16]. Родился в Ольховке.